# ينس ميلزيج
ينس ميلزيج (من مواليد 28 سبتمبر 1965) هو لاعب كرة قدم ألماني محترف سابق لعب كمدافع.

## مسيرته الكروية
ولد ميلزيج في كوتبوس، وبدأ مسيرته مع إنرجي كوتبوس، حيث ساعد النادي على الصعود إلي الدوري الألماني الشرقي في عام 1986، ومرة أخرى في عام 1988. بعد إعادة توحيد ألمانيا، فشل كوتبوس في التأهل للبطولات الاحترافية، لذلك في عام 1991 انضم ميلزيج إلى دينامو دريسدن، الذي دخل الدوري الألماني. كان لاعباً أساسياً في الفريق الأول في موسمين مع دينامو، قبل أن ينضم إلى باير ليفركوزن لمدة عامين آخرين، حيث كان يلعب في الغالب كبديل. في عام 1995، انضم ميلزيج إلى كيمنتزر.

## الإنجازات
- التأهل إلي نهائي كأس ألمانيا: 1996-97.

## روابط خارجية
- Jens Melzig على بيانات كرة القدم. دي إي باللغة الألمانية